# 章宗祥
章 宗祥（しょう そうしょう）は、清末民初の政治家・外交官。字は仲和。

## 事績

### 司法総長就任まで
抜貢の家庭に生まれる。1899年（光緒25年）、日本に留学し、第一高等学校を経て、東京帝国大学法科に入学した。同時期に留学していた曹汝霖と親交を結んでいる。その後、明治大学でも法学士を修得した。
1903年（光緒29年）に帰国し、北京進士館教習、法律館纂修官となる。1905年（光緒31年）、董康と共に日本の刑法を訳出した。さらに、商部尚書載振による商法編纂を補佐し、憲政編査館編制局副局長に昇進している。1907年（光緒33年）、東三省総督に徐世昌が就任すると、これに随従した。
1909年（宣統元年）、北京内城巡警庁丞となり、その後、法律編纂局編修、内閣法制院副使を歴任した。1911年（宣統3年）10月の辛亥革命勃発後には、唐紹儀に随従して、南北和平交渉に参加している。
中華民国成立後、章宗祥は、総統府秘書兼法制局局長に任じられた。1912年（民国元年）7月、陸徴祥内閣で司法総長として名簿に登載されたが、結局承認を得られず、大理院院長に転じている。1914年（民国3年）2月、孫宝琦臨時内閣において、司法総長に正式に任命された。

### 五四運動での失脚、その後
翌年、袁世凱が皇帝に即位しようとすると、章は司法総長として、籌安会（袁の皇帝即位支援団体）の違法性を否定した。袁世凱死後の1916年（民国5年）6月末まで、章宗祥は司法総長の地位にあった。その後、駐日特命全権公使に任命され、日本に赴任する。日本では、西原借款締結のため西原亀三としばしば交渉し、日本政府との間で軍事協定の締結も行った(日支共同防敵軍事協定)。さらに山東半島における日本側の権益を承認している。また、陸宗輿とともに、段祺瑞に対して対独宣戦を進言した。
1919年（民国8年）のパリ講和会議で山東問題等が論点となる。このとき、それまで日本に対する譲歩的な態度をとっていた章宗祥は、曹汝霖・陸宗輿とともに「売国奴」として世論から糾弾されることになってしまった。同年の五四運動において、曹の邸宅はデモ隊により焼き払われてしまう。さらに、たまたま帰国して曹の邸宅を訪問していた章は、デモ隊から暴行を受けて負傷している。結局、翌月10日に、章ら3人は役職から罷免されてしまった。
以後、章宗祥は政界から引退する。実業界に転じ、中華匯業銀行（中日合弁の銀行）総理、北京通商銀行総理をつとめた。北京政府崩壊後は、長期にわたり青島に寓居した。1942年（民国31年）3月30日、王揖唐の招請に応じて、華北政務委員会諮詢委員をつとめる。また、電力会社の董事長（理事長）にもなった。
日中戦争終結後、章宗祥は国民政府により漢奸として逮捕されたが、曹汝霖と呉鼎昌の奔走のおかげで、辛うじて裁判を受けることなく釈放されている。その後、章は上海に寓居し、中華人民共和国成立後も同地に留まっている。
1962年10月1日、上海にて病没。享年84。